# Коростишівський ґебіт
Корости́шівський ґебі́т (нім. Kreisgebiet Korostyschew «Коростишівська округа») — адміністративно-територіальна одиниця Житомирської генеральної округи райхскомісаріату Україна з центром у Коростишеві. 

## Історія
20 жовтня 1941 опівдні на території Малинського, Потіївського і Радомишльського районів було утворено Радомишльський ґебіт (нім. Kreisgebiet Radomyschl). Одночасно на території Брусилівського,  Корнинського і Коростишівського районів виник Коростишівський ґебіт нім. Kreisgebiet Korostyschew).
1 квітня 1943 з тодішнього Коростишівського та частини розформованих Радомишльського (Радомишльський район) і Ружинського (Попільнянський район) ґебітів утворився новий Коростишівський ґебіт. 
Станом на 1 вересня 1943 Коростишівський ґебіт поділявся на 5 німецьких районів: Брусилівський (нім. Rayon Brusilow), Корнинський (нім. Rayon Kornin), Коростишівський (нім. Rayon Korostyschew) Попільнянський (нім. Rayon Popelnja) та Радомишльський (нім. Rayon Radomyschl).
У Коростишеві з 21 червня 1942 по 1943 рік виходила газета «Коростишівські вісті», редактор — Е. Іщенко.